# Democratici Cristiani Uniti
Democratici Cristiani Uniti (Nederlands: Unie van Christendemocraten) is een Italiaanse politieke partij. De DCU is een centrumgerichte partij en geïnspireerd door Democrazia Cristiana, de christendemocratische partij die in het begin van de jaren 90 werd opgeheven. De partij werd begin 2005 gesticht door Giovanni Mongiello, voorheen lid van de CDU (Rocco Buttiglione) en andere christendemocratische partijen.
Bij de regionale verkiezingen van 2005 ging de DCU in Puglia een alliantie aan met centrumrechts en in Calabrië met centrumlinks. 
Voor de Italiaanse parlementsverkiezingen van 2006 heeft de DCU zich aangesloten bij L'Unione, de centrumlinkse alliantie van Romano Prodi.